# Südtiroler Landesmuseum für Volkskunde
Das Südtiroler Landesmuseum für Volkskunde befindet sich in Dietenheim bei Bruneck in Südtirol (Italien).

## Ausstellungsflächen
Hauptsitz des Museums ist der Ansitz Mair am Hof aus dem späten 17. Jahrhundert. Weiters verfügt die Institution über ein vier Hektar großes Freigelände, auf dem sich eine zweistellige Zahl an rekonstruierten Bauernhäusern, Handwerksstätten und landwirtschaftlichen Gebäuden sowie Bauerngärten, Äcker, Wiesen, Haus- und Nutztiere befinden.
Die insgesamt 40 Gebäude und Einrichtungen gliedern sich in fünf Bereiche: Landadel, Bauern, Kleinhäusler, Mühlen und Handwerk, Alm. Die im Folgenden in Klammern zugesetzte Geäudekennzeichnung folgt keinem systematischen Rundgang.
Das wichtigste Gebäude des Bereichs Landadel ist der barocke Ansitz Mair (1). Dort sind auch die volkskundlichen Sammlungen ausgestellt. Das Nebengebäude zeigt das Getreidemahlen und Kutschen (2). In diesem Bereich steht auch ein Kornkasten (35).
Zum Bereich Bauern gehören: ein Wipptaler Einhof von 1781 (33), eine Hilge (Speicher für Feldfrüchte auf Pfosten) von 1515 (4), ein Kornkasten von 1495 (5), ein Futterhaus aus dem 18. (6), ein Wohnhaus ("Feuerhaus") aus dem 16. Jahrhundert (7) und ein Schlafkasten für junge Männer aus dem Jahr 1538 (8), eine Wohnhaus aus dem Jahr 1594 (11), eine Stallscheune mit Strohdach von 1877 (12), ein Einhof aus dem 17. Jahrhundert und ein weiterer Kornkasten (35). Die Brechelhütte (14) informiert über die Bedeutung von Flachs. 
Zum Bereich Mühlen und Handwerk gehören die Wollemühle (18), ein Pfrenger (Beschlagstall) (19), die Rekonstruktion einer Schmiede aus dem 19. Jahrhundert (20), Stampf aus dem Jahr 1837 (22), Stockmühle aus dem 18. Jahrhundert (23) und die Rekonstruktion einer Seilerhütte (29). 
Der Bereich Alm umfasst eine Almhütte aus dem 19. (24) und eine Kochhütte aus dem 18. Jahrhundert (25), sowie eine Schupfe (26).

## Sammlungen
Zu den dauerhaft ausgestellten Sammlungen des Museums gehören eine vollständige Apotheke aus dem 19. Jahrhundert, zahlreiche Gebrauchsgegenstände und Arbeitsgeräte als Beispiele für heimische Volkskunst, eine Gurt-, eine Pfeifen- sowie eine Zither-Sammlung.

## Organisation
Das Museum wurde 1976 gegründet und anschließend bis 2003 von Hans Grießmair als Direktor geleitet. Seit 2003 ist es Teil der Südtiroler Landesmuseen.

## Rezeption
Das Museum, das zu den ältesten im Südtiroler Raum gehört, vermittelt eine sehr traditionalistische Darstellung bäuerlicher Lebenswelten, was bereits in der Bezeichnung Volkskunde durchschlägt; es zeigt „vorindustrielle Lebenswelten aus dem bäuerlichen Milieu, sehr objektbezogen und narrativ. Grundlegende Dimensionen der agrikulturellen Gesellschaft des Alpenraums wie Migration, Demographie, lebensweltliche Aspekte und sozioökonomische Ausbeutungsverhältnisse sind allerdings weitgehend ausgespart.“